# Coleman Scott
Coleman Scott, född 19 april 1986 i Stillwater, Oklahoma, är en amerikansk brottare som tog OS-brons i fjäderviktsbrottning vid de olympiska brottningstävlingarna 2012 i London. 